# 深谷憲一 (運輸官僚)
深谷 憲一（ふかや けんいち、1947年5月29日 - ）は、日本の運輸官僚、経営者。海上保安庁長官などを務めた。

## 来歴・人物
群馬県出身。1971年に京都大学法学部を卒業し、同年に運輸省に入省。1997年に大臣官房審議官、2000年6月に航空局長を歴任し、2002年8月に海上保安庁長官に就任。2004年7月に日本政策投資銀行理事に就任。
2018年11月に瑞宝重光章を受章。